# Žirovski Vrh (Žiri)
Žirovski Vrh (Duits: Sairachberg) is een plaats in Slovenië en maakt deel uit van de gemeente Žiri in de NUTS-3-regio Gorenjska. De plaats telde 254 inwoners op 1 januari 2020.